# Tunisisk arabiska
Tunisisk arabiska är en maghrebarabisk dialekt av arabiska, som talas i hela Tunisien samt i den östra delen av Algeriet och den västra delen av Libyen. Det kallas även för darija eller tonsi (tunisiska). Tunisisk arabiska skiljer sig i grammatik, syntax, uttal och ordförråd från högarabiska och förstås därför i allmänhet inte av personer från Mellanöstern och Egypten, men det kan ganska lätt förstås av andra arabisktalande nordafrikaner som algerier och marockaner. Tunisisk arabiska, eller Darija, har ett ordförråd som mest innehåller arabiska ord, med ett betydande berber substrat, men även en stor del lånord från franska, italienska samt turkiska. Maltesiskan har stora likheter med tunisisk arabiska.
Nästan alla arabisktalande tunisier har darija (tunisisk arabiska) som modersmål. Den berbisktalande delen av befolkningen har det som andra språk. Standardarabiskan och franskan lärs först i skolan. Därför talar de flesta tunisier som har gått ut skolan både standardarabiska och franska. De som inte har gått ut skolan har svårt att tala och förstå både högarabiskan och franskan. Därför har vissa viktiga tal till nationen skett på tunisisk arabiska för att verkligen nå ut hela befolkningen (ex: Pr. Zine El-Abidine Ben Alis sista tal vid makten under tunisiska revolutionen januari 2011 när han vädjade till folket att lugna ner sig). Högarabiskan är annars statsspråket och används vid alla politiska tal och officiella sammanhang. Systematiska studier av tunisisk arabiska (och arabiska dialekter i allmänhet) finns i liten omfattning eftersom de flesta arabiskspråkiga, inklusive de flesta tunisier, inte ser den tunisiska varianten som ett riktigt språk, utan som en förvrängning och felanvändning av klassisk arabiska. Det finns mycket få publicerade lingvistiska studier av tunisisk arabiska. 

## Ordförråd
Den mest uppenbara skillnaden mellan tunisisk arabiska och standardarabiska är att den förra i stor utsträckning använder lånord från berberspråk, italienska, spanska och franska. Detta gäller också algerisk och marockansk arabiska. Exempelvis heter "elektricitet" kahraba på standardarabiska, men triciti på tunisisk arabiska, från franskans électricité. 
"Kök" heter matbakh på standardarabiska, men kujina på tunisisk arabiska, från det italienska ordet cucina.
"Sko" heter hidhaa på standardarabiska, men sabbaat på tunisisk arabiska, från det spanska ordet zapato eller turkiska zabbat. 
Detta ska inte förväxlas med det faktiska bruket av franska ord och meningar i tunisiers vardagsspråk. Till exempel säger många tunisier för att fråga "hur mår du?" "ça va?" på franska, istället för det tunisiska "Kif halek?" eller det standardarabiska "Kayfa haluka?" 
Dessutom finns vissa ord av berbiskt ursprung, till exempel är ordet för fikon tiin på standardarabiska, men karmous på tunisisk arabiska. Tupp heter diik på standardarabiska, men sardooq på tunisisk arabiska.

## Uttal
Det finns flera skillnader i uttal mellan standardarabiska och tunisisk arabiska. Vokaler utelämnas ofta, särskilt i början av ord. Det kan vara influerat av berberspråk. Till exempel:
Kataba (att skriva) på standardarabiska blir kteb. 
Macha (att gå) på standardarabiska blir mcha. 
Imra'a (kvinna) på standardarabiska blir mra.

## Grammatik
Det finns grammatiska skillnader mellan tunisisk arabiska och standardarabiska. Standardarabiska pronomen har kategorin dualis, som i tunisisk arabiska har ersatts av plural. På standardarabiska skiljer man mellan maskulinum och femininum för pronomen i andra person, vilket man inte gör i de nordliga dialekterna av tunisisk arabiska. I dialekter i särskilt södra och västra Tunisien upprätthålls dock denna skillnad. Genusskillnaden för pronomenet i tredje person plural har försvunnit helt i tunisisk arabiska.